# París-Roubaix 1929
La París-Roubaix 1929 fou la 30a edició de la París-Roubaix. La cursa es disputà el 31 de març de 1929 i fou guanyada pel belga Charles Meunier.
Es desconeix la posició exacta dels 15 ciclistes que finalitzaren entre la sisena i la vintena posició.

## Classificació final
|   | Ciclista          | Equip           | Temps |
| - | ----------------- | --------------- | ----- |
| 1 | Charles Meunier   | La Française    |       |
| 2 | Georges Ronsse    | Automoto        |       |
| 3 | Aimé Deolet       | Alcyon-Dunlop   |       |
| 4 | Armand van Bruane | La Nordiste     |       |
| 5 | Gaston Rebry      | Alcyon - Dunlop |       |